# مانوئل اورتگا (خواننده)
مانوئل اورتگا (به انگلیسی: Manuel Ortega) (زاده ۸ آوریل ۱۹۸۰) خواننده اتریشی است.
او در مسابقه آواز یوروویژن ۲۰۰۲ نماینده اتریش بود.